# Usina Hidrelétrica de Gafanhoto
Usina Hidrelétrica Gafanhoto é uma usina hidrelétrica localizada no Rio Pará, entre os municípios de Carmo do Cajuru e Divinópolis, no estado de Minas Gerais. A usina é operada pela Companhia Energética de Minas Gerais (CEMIG) e possui a capacidade instalada de 12,88 MW. Por ter potência instalada superior a 3.000 kW e igual ou inferior a 30.000 kW, a usina é classificada como pequena central hidrelétrica (PCH).

## Características da usina
O reservatório da usina é de regularização semanal e inunda uma área de 152 hectares, sendo 51,83% a parte inundada do município de Carmo do Cajuru e 48,17% a parte inundada do município de Divinópolis.
O volume útil do reservatório é de 3,95 milhões de metros cúbicos. A barragem foi construída com concreto. A usina tem ainda as seguintes características:
- Altura: 7,0 m
- Comprimento vertedouro: 57,0 m
- Canal de adução: 640,0 m
- Cota NA máximo normal: 683 m
- Turbina: Francis
- Potência unitária: 4.650 cv
- Engolimento: 15,0 m³/s

A casa de força e a subestação de energia elétrica estão instaladas no município de Divinópolis, com quatro unidades geradoras. A usina entrou em operação em 1946 e a potência declarada é de 12,88 MW.

## História
Na década de 1930, o crescimento econômico de mineiro havia sido moderado, em comparação aos outros estados. Minas Gerais encontrava-se em localização desvantajosa em relação ao centro industrializado do país. Havia necessidade de aumentar a capacidade de geração de energia elétrica para ser ofertada a potenciais investidores industriais no estado.
A construção da barragem de Gafanhoto, bem como a de Pai Joaquim e Santa Marta, foram anunciadas pelo governador Benedito Valadares em 1939, visando a satisfazer necessidades urgentes de energia elétrica em três regiões diferentes de Minas Gerais. A usina, entretanto, só foi inaugurada em 1946, durante o governo do interventor João Tavares Corrêa Beraldo. No ano de inauguração da usina, o estado contava com disponibilidade de 178 MW de capacidade instalada de energia elétria, o que correspondia a 12% do total nacional.
A construção dessa usina, juntamente com um sistema de transmissão e distribuição de energia para a capital do estado, permitiu a instalação da Cidade Industrial de Contagem, maior polo industrial de Minas Gerais. 
Em 1952, Juscelino Kubitschek de Oliveira, então governador de Minas Gerais, instituiu a Companhia Energética de Minas Gerais (CEMIG) e transferiu a operação da Usina Gafanhoto para a companhia energética recém-criada.
Para controlar a vazão afluente da Usina Gafanhoto, a CEMIG construiu a Usina Hidrelétrica de Cajuru, com um reservatório maior, localizada 24 km a montante.
A concessão da usina pelo governo federal ocorreu no ano seguinte, em 1953, por meio do decreto nº 33.821. Em 1997, a concessão da usina foi prorrogada pelo Ministério de Minas e Energia (MME), pelo prazo de vinte anos a contar de 1995. Em 2016, a CEMIG venceu leilão e arrematou novamente a concessão de Gafanhoto. 